# 高橋重行
高橋 重行（たかはし しげゆき、1945年5月16日 - 2010年3月1日）は、千葉県旭市出身のプロ野球選手（投手）・コーチ。

## 経歴

### プロ入りまで
千葉商業高校では監督に見込まれ、千葉市内に下宿していた。同期の仁礼豊と投の二本柱を組み、4番打者として1962年春季関東大会決勝に進むが、鎌倉学園の永田善一（大毎）に完封負けを喫する。鎌倉学園には竹之内雅史がいた。同年夏の甲子園千葉県予選でも準決勝に進出するが、習志野高に敗退。他の高校同期に遊撃手の鴇田忠夫、三塁手の江田昌司がいた。

### 現役時代
夏の大会後に高校を中退し、大洋ホエールズへ入団。入団して2年間は一軍では投げられず、整理対象選手であった。1964年に別所毅彦ヘッドコーチから認められ、先発として速球と大きなカーブを武器に17勝を記録（シュートも投げたが、渡米前はおもに速球と大きなカーブで投球を組み立てていた）。規定投球回にも到達してリーグ5位の防御率2.76を記録し、3年目で新人王を受賞。同年にはオールスター初出場を果たし、7月22日の第3戦（大阪）では同じく初出場の伊藤勲とのバッテリーで先発を務めたが、敗戦投手となっている。1965年も村山実に次ぐリーグ2位の21勝を挙げ、同年には2年連続となるオールスター出場も果たす。この年はもみあげを剃らないことを験担ぎとしていたことから、その様子を当時の別所毅彦コーチから「アルゼンチン・タンゴ」と言われていたことがあった。その後も二度の2桁勝利を挙げるが、1970年からは故障もあって先発から外れ登板機会が減少。
1969年と1971年には教育リーグ参加のため渡米し、サンフランシスコ・ジャイアンツのロバート・テーラーとの交換トレードが進んでいたが、ジョン・シピンを獲得したこともあって、テーラー獲得は立ち消えとなった。1972年1月5日に高橋は球団からトレードはなくなった、と伝えられたが、同15日には浜浦徹と高橋がジャイアンツ3Aのフェニックス・ジャイアンツと契約したという外電があった。球団の言葉もあって、高橋はこれを誤報と思っていたらしいが、2月1日になって球団から移籍決定を告げられた。高橋は婚約者が日本にいたため、最初は「絶対打たれて、破談になって帰りますから」ときっぱり言っていた。周囲からは「打たれようと思って気楽に投げたら、高橋の球が生きてくるからほれられちゃうんじゃないの」との声もあり、高橋は「たぶん教育リーグでのピッチングだろうと察した（8回無失点）。自分でも悪くないと思ったが、それが認められたのだろう」「まんざら悪い気分ではなかった。それならいっちょうやってみるかと言う気持ちがむくむく盛り上がった」と話している。現地では浜浦と同じアパートで暮らし、1勝3敗、防御率4.80を記録。現地では「スキヤキ・タカハシ」と声援を受け、結果も出していたが、球団はメジャー契約までは難しいと判断。獲得に動いたSFジャイアンツのキャピー原田極東スカウトに対し、中部謙吉オーナーが「メジャーで使ってもらえないなら返してください」と言っていたこともあり、1973年に大洋に復帰。高橋本人から球団への報告の手紙の中には、「メジャーに上がるかどうかの首脳会議で、ひとり日本人嫌いの人がいて、強硬に反対されたんだとあとで知りました」とあった。高橋は自身の活躍が紹介されていた現地の新聞の切り抜きも同封し、写真に写っていた高橋は髪が帽子からはみだし、肩まで届いていた。
1973年の復帰後は9勝を挙げる。1974年3月8日には太平洋とのオープン戦（小倉）に先発。4回裏2死一、二塁の場面で代打の新外国人フランク・ハワードと対戦。変化球で攻め、最後は外角直球で空振り三振を奪った。試合前に高橋は「どうしてあんな打者に騒ぐのか。抑えて当たり前」と語っており、過去3度のアメリカ球界留学の経験を生かした。1978年にスピードガンが導入されると、スピードガンの申し子といわれた小松辰雄が150km/hの快速球を投げる中で、高橋は「時速30km/hを出す」と公言した(詳しくはスローボールの項目を参照)。その言葉通り、物凄く遅いスローボールを使い活躍し、1978年はリーグ6位の防御率3.39と好成績を残した。同年には13年ぶりとなるオールスター出場も果たし、7月22日の第1戦（広島市民）に5番手で登板、ボビー・ミッチェルに1号本塁打を浴びている。1980年まで先発陣の一角として起用されるが、同年限りで現役を引退。

### 引退後
現役時代は巨人戦を苦手としていたが、阪神戦には滅法強かった。その才能を他球団に取られたくないという球団の思惑もあり、引退後は阪神で二軍投手コーチ（1981年 - 1984年, 1986年 - 1991年, 1995年）・一軍投手コーチ補佐（1985年）・一軍投手コーチ（1996年 - 1997年）・フロント（1992年 - 1994年）・編成部企画調査担当（1998年 - 2001年）を歴任。主に二軍を14年間指導していたが、一軍に初昇格した1985年はブルペン担当で、21年ぶりのリーグ優勝と初の日本一に貢献。継投が基本の投手陣を的確に調整して送り出し、先発陣の駒不足をカバーした。二軍では変化球の指導が得意で、仲田幸司・御子柴進・中込伸・麦倉洋一・古里泰隆・井上貴朗ら高卒投手を育てた。大洋時代にバッテリーを組んだ辻恭彦が二軍バッテリーコーチで同僚となり、一緒にアメリカ教育リーグに投手6人を連れていったこともある。毎週5日間試合をやり、辻に現地で色々と世話したほか、大きなタラバガニを一緒に食べまくったこともあった。
2010年3月1日午前4時頃、心不全のため、旭市の自宅で死去。満64歳没。

## 詳細情報

### 年度別投手成績
| 年 度      | 球 団      | 登 板 | 先 発 | 完 投 | 完 封 | 無 四 球 | 勝 利 | 敗 戦 | セ 丨 ブ | ホ 丨 ル ド | 勝 率 | 打 者 | 投 球 回 | 被 安 打 | 被 本 塁 打 | 与 四 球 | 敬 遠 | 与 死 球 | 奪 三 振 | 暴 投 | ボ 丨 ク | 失 点 | 自 責 点 | 防 御 率 | W H I P |
| ---------- | ---------- | ----- | ----- | ----- | ----- | -------- | ----- | ----- | -------- | ----------- | ----- | ----- | -------- | -------- | ----------- | -------- | ----- | -------- | -------- | ----- | -------- | ----- | -------- | -------- | ------- |
| 1964       | 大洋       | 38    | 34    | 12    | 4     | 0        | 17    | 11    | --       | --          | .607  | 890   | 214.2    | 179      | 13          | 78       | 2     | 12       | 154      | 2     | 2        | 78    | 66       | 2.77     | 1.20    |
| 1965       | 大洋       | 59    | 30    | 11    | 5     | 2        | 21    | 17    | --       | --          | .553  | 1099  | 277.1    | 219      | 14          | 69       | 6     | 12       | 173      | 5     | 1        | 83    | 74       | 2.40     | 1.04    |
| 1966       | 大洋       | 34    | 17    | 3     | 1     | 0        | 4     | 11    | --       | --          | .267  | 526   | 125.0    | 122      | 17          | 34       | 4     | 8        | 54       | 0     | 0        | 71    | 61       | 4.39     | 1.25    |
| 1967       | 大洋       | 56    | 22    | 4     | 2     | 1        | 12    | 9     | --       | --          | .571  | 836   | 207.0    | 172      | 15          | 58       | 3     | 4        | 117      | 5     | 0        | 72    | 63       | 2.74     | 1.11    |
| 1968       | 大洋       | 49    | 30    | 8     | 3     | 1        | 12    | 15    | --       | --          | .444  | 927   | 226.1    | 207      | 25          | 56       | 4     | 11       | 143      | 3     | 0        | 98    | 93       | 3.70     | 1.16    |
| 1969       | 大洋       | 28    | 16    | 5     | 1     | 3        | 5     | 7     | --       | --          | .417  | 506   | 124.2    | 113      | 20          | 37       | 5     | 5        | 90       | 2     | 0        | 62    | 60       | 4.33     | 1.20    |
| 1970       | 大洋       | 21    | 2     | 0     | 0     | 0        | 0     | 1     | --       | --          | .000  | 185   | 47.2     | 35       | 6           | 12       | 1     | 3        | 35       | 0     | 0        | 13    | 12       | 2.27     | 0.99    |
| 1971       | 大洋       | 15    | 2     | 0     | 0     | 0        | 0     | 1     | --       | --          | .000  | 102   | 23.1     | 20       | 4           | 11       | 0     | 1        | 11       | 0     | 0        | 14    | 9        | 3.47     | 1.33    |
| 1973       | 大洋       | 44    | 25    | 10    | 4     | 3        | 9     | 11    | --       | --          | .450  | 826   | 206.1    | 173      | 18          | 43       | 6     | 6        | 129      | 1     | 3        | 71    | 62       | 2.70     | 1.05    |
| 1974       | 大洋       | 35    | 19    | 3     | 0     | 0        | 7     | 9     | 2        | --          | .438  | 541   | 125.0    | 144      | 17          | 32       | 2     | 11       | 68       | 0     | 1        | 77    | 69       | 4.97     | 1.41    |
| 1975       | 大洋       | 30    | 20    | 1     | 0     | 0        | 5     | 12    | 1        | --          | .294  | 566   | 135.1    | 135      | 13          | 43       | 4     | 5        | 54       | 2     | 1        | 52    | 48       | 3.19     | 1.32    |
| 1976       | 大洋       | 34    | 26    | 4     | 0     | 0        | 5     | 11    | 0        | --          | .313  | 660   | 153.1    | 153      | 17          | 55       | 5     | 6        | 97       | 0     | 0        | 79    | 65       | 3.82     | 1.36    |
| 1977       | 大洋       | 56    | 12    | 1     | 1     | 1        | 6     | 6     | 4        | --          | .500  | 655   | 152.1    | 158      | 22          | 55       | 5     | 2        | 90       | 1     | 2        | 78    | 70       | 4.14     | 1.40    |
| 1978       | 大洋       | 35    | 16    | 1     | 0     | 0        | 8     | 5     | 1        | --          | .615  | 559   | 130.0    | 129      | 9           | 53       | 7     | 4        | 57       | 1     | 0        | 59    | 49       | 3.39     | 1.40    |
| 1979       | 大洋       | 33    | 17    | 1     | 0     | 0        | 7     | 4     | 0        | --          | .636  | 426   | 92.1     | 99       | 8           | 54       | 1     | 6        | 52       | 3     | 0        | 47    | 42       | 4.09     | 1.66    |
| 1980       | 大洋       | 14    | 11    | 0     | 0     | 0        | 3     | 5     | 0        | --          | .375  | 254   | 54.1     | 57       | 5           | 37       | 2     | 2        | 39       | 5     | 0        | 29    | 27       | 4.47     | 1.73    |
| 通算：16年 | 通算：16年 | 581   | 299   | 64    | 21    | 11       | 121   | 135   | 8        | --          | .473  | 9558  | 2295.0   | 2115     | 223         | 727      | 57    | 98       | 1363     | 30    | 10       | 983   | 870      | 3.41     | 1.24    |

- 各年度の太字はリーグ最高

### 表彰
- 新人王 （1964年）

### 記録
初記録
- 初登板・初先発登板：1964年3月26日、対広島カープ2回戦（広島市民球場）、3回0/3を2失点
- 初奪三振：同上、2回裏に小坂佳隆から
- 初勝利・初先発勝利・初完投勝利・初完封勝利：1964年4月2日、対広島カープ5回戦（川崎球場）
- 初セーブ：1974年6月12日、対ヤクルトスワローズ9回戦（川崎球場）、7回表に3番手で救援登板・完了、3回無失点

節目の記録
- 1000奪三振：1975年7月13日、対広島東洋カープ16回戦（草薙球場）、7回表に道原博幸から ※史上51人目
- 100勝：1977年7月20日、対ヤクルトスワローズ13回戦（川崎球場）、3回表に2番手で救援登板・完了、7回無失点 ※史上71人目
- 500試合登板：1978年4月2日、対中日ドラゴンズ2回戦（ナゴヤ球場）、4回裏1死に3番手で救援登板、1回1/3無失点 ※史上37人目

その他の記録
- オールスターゲーム出場：3回 （1964年、1965年、1978年）

### 背番号
- 40 （1962年途中 - 1963年）
- 11 （1964年 - 1971年）
- 33 （1973年 - 1980年）
- 72 （1981年 - 1984年）
- 85 （1985年）
- 71 （1986年 - 1987年）
- 83 （1988年）
- 73 （1989年 - 1991年、1995年 - 1997年）